# Палкін Сергій Анатолійович
Сергі́й Анато́лійович Па́лкін (нар. 22 жовтня 1974, Кривий Ріг, Дніпропетровська область, Українська РСР, СРСР) — генеральний директор футбольного клубу «Шахтар» (Донецьк).

## Біографія
Народився 22 жовтня 1974 року в місті Кривий Ріг Дніпропетровської області.
Закінчив середню школу в 1991 році, в тому ж році вступив у Національну академію управління в Києві, де проходив навчання за спеціальністю «фінанси і кредит». Закінчивши вуз в 1996 році, отримав диплом фінансового менеджера.
З 1997 по 2001 рік працював старшим аудитором у компанії «Coopers & Lybrand». З 2001 року обіймав посаду заступника генерального директора з питань бюджету і економіці, а з 2002 року — директора з економіки та фінансів у ВАТ «Криворізький цементно-гірничий комбінат». У 2002 році став членом Асоціації сертифікованих бухгалтерів (Велика Британія).
У червні 2003 року Палкін став фінансовим директором ФК «Шахтар» (Донецьк), а 18 червня 2004 року його було призначено генеральним директором цього клубу. Під час знаходження Палкіна на цій посаді в 2009 році головна команда «Шахтаря» стала володарем Кубка УЄФА, а також виграла ряд національних трофеїв.
Указом Президента України в 2009 році Палкін був нагороджений Орденом «За заслуги» (Україна) III ступеня. У 2011 році нагороджений Орденом «За заслуги» (Україна) II ступеня.